# Стайнбак
Стайнбак (англ. Steinbach) — город (с 1946 года) в Канаде в провинции Манитоба, расположенный в 58 км к юго-востоку от Виннипега. Согласно переписи населения 2021 года, население Стайнбака составляет 17 806 человек, что делает его третьим по величине городом в Манитобе.

## География
Стайнбак расположен в юго-восточной части Манитобы, известной как регион Истмен, в 48 км к юго-востоку от Виннипега. Стайнбак как торговый и административный центр обслуживает преимущественно фермерский регион с общим населением около 50 тысяч человек. Площадь города составляет 37,56 км².

## История
Стайнбак основан как сельскохозяйственное поселение в 1874 году 18-ю меннонитскими семьями, иммигрировавшими с юга России. Стайнбак успешно развивался экономически несмотря на отсутствие железнодорожного сообщения, сначала как сельскохозяйственное поселение, а впоследствии как коммерческий, промышленный и административный центр. В 1946 году Стайнбак получил статус города (англ. town), в 1997 году этот статус был повышен до звания city.

## Население и администрация
В 2021 году население Стайнбака составляло 17 806 человек, что являлось третьим показателем по Манитобе. Количество жителей выросло с 2016 года на 11,1 % (в среднем по Канаде рост населения составил только 5,2 %, а по провинции 5,0 %).
21 % населения Стайнбака составляли дети и подростки в возрасте до 14 лет включительно, 17 % — люди пенсионного возраста (65 лет и старше). Доля населения в работоспособном возрасте составляла 65,8 % (в среднем по Канаде 63,7 %). Средний возраст жителей Стайнбака в 2021 году составлял 38,2 года, а медианный — 36 лет, что было ниже, чем в целом по провинции (соответственно 39,7 и 38,4 года), и существенно ниже, чем в целом по стране (41,9 и 41,6).
В 2021 году 60 % жителей города в возрасте 15 лет и старше состояли в зарегистрированном или незарегистрированном браке. В общей сложности в Стайнбаке насчитывалось около 4,8 тысячи семей, в том числе более 600 (13 %) с одним родителем, как правило матерью. Почти в 60 % семей были дети, проживающие с родителями (в среднем по 2 ребёнка на семью). Средний размер учётной семьи составлял 3 человека, средний размер домохозяйства — 2,6 человека. Более четверти домохозяйств представляли люди, жившие в одиночку.
Более 20 % населения в 2021 году составляли иммигранты, большинство из которых прибыло в Канаду с начала XXI века. Примерно треть от общего числа иммигрантов были выходцами с Филиппин, значительные общины образовывали также приезжие из Германии, Мексики и Индии. Для 2/3 жителей Стайнбака родным языком является английский, чуть меньше чем для 2 % — французский. Немецкий язык (в том числе немецко-платский диалект) был родным примерно для 16 % респондентов, тагальский — для 5 %.
В городской совет Стайнбака входят семь членов, включая мэра (с 2006 года этот пост занимает Крис Гёрцен). Заседания совета проходят дважды в месяц, в первый и третий вторник. Повседневные административные функции возложены на городского управляющего.

## Культура и достопримечательности
Система образования в городе включает несколько начальных и две средних школы (светскую и религиозную), частную профессиональную школу и Библейский колледж. В Стайнбаке действует городская библиотека, построенная в 1996 году, коллекция которой включает более 50 тысяч экземпляров книг, журналов, аудио- и видеозаписей. В библиотеке состоит свыше 7000 читателей. В городе действуют центр водных видов спорта, две спортивных арены и центр культуры и искусств.
Ряд достопримечательностей Стайнбака связан с его меннонитской историей. Меннонитская историческая деревня представляет собой реконструкцию быта первых жителей Стайнбака, ежегодно в августе в городе проходят Дни пионеров. В Стайнбаке развита сеть мемориальных скверов, разбитых в память об отдельных жителях города на деньги их родственников. Две достопримечательности города связаны с его историей как автомобильного центра — памятник «Стайнбак — автомобильный город» (скульптурное изображение родстера «Rolls-Royce Phantom II» 1931 года выпуска) и дом первого продавца автомобилей в Стайнбаке Дж. Р. Фризена (1916 год), являющийся памятником архитектуры провинциального значения.